# Alban Collignon

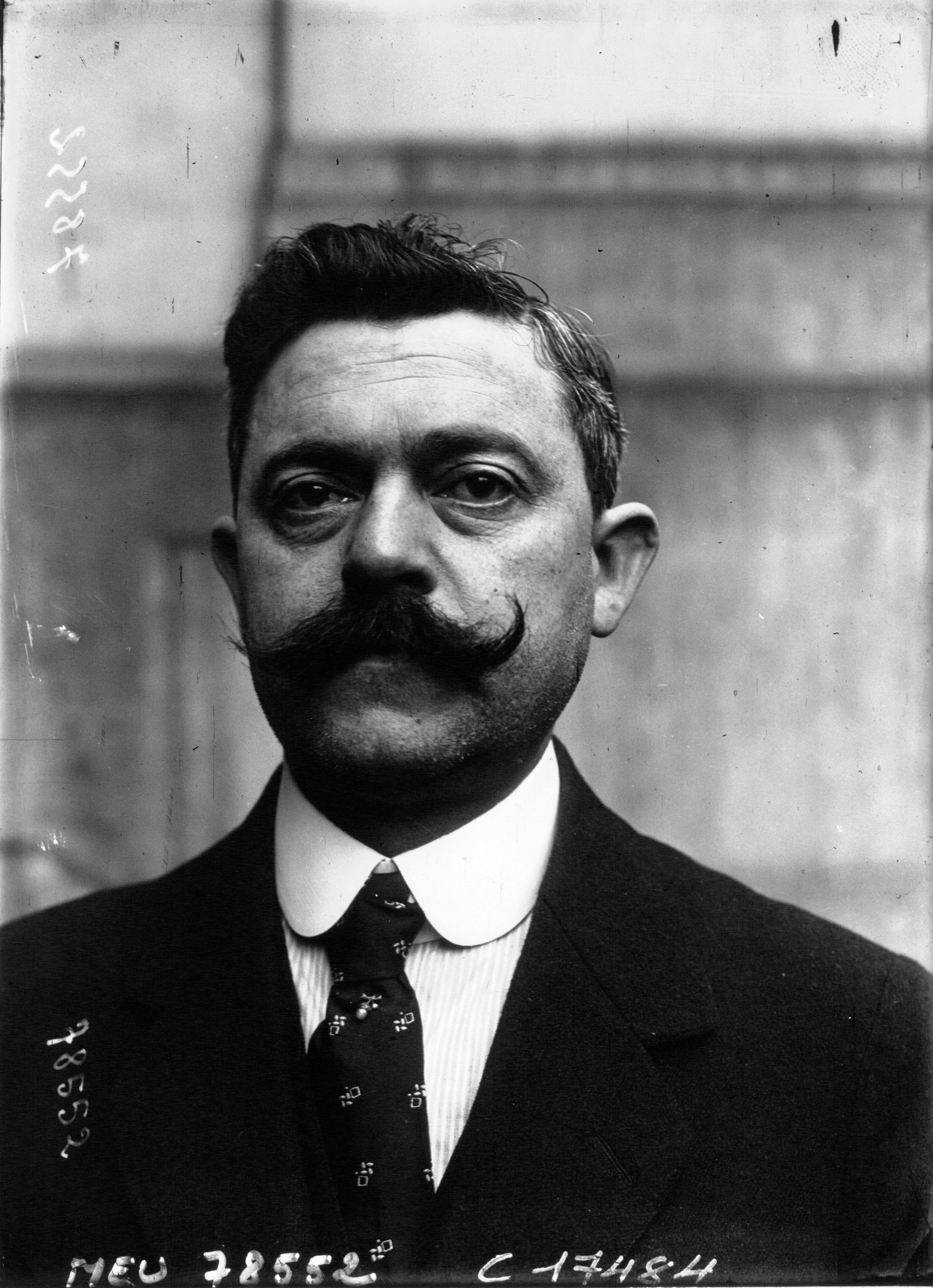
Alban Collignon

Alban Collignon (Mechelen, 17 mei 1876 - Brussel, 31 oktober 1955) was een Belgisch sportjournalist en voorzitter van de Internationale Wielerunie van 1939 tot 1947. Daarnaast organiseerde hij in 1928 voor de eerste maal de Nationale trofee voor sportverdienste.
Alban Collignon was op bestuurlijk vlak betrokken in zowel het wielrennen als in de autosport. Naast een functie als voorzitter van het ‘Comité Administratif de la Royale Ligue Vélocipédique Belge’, was hij eveneens secretaris-generaal van de ‘Union Routière de Belgique et de la Fédération Belge des Automobile Clubs Provinciaux’. (SAB, Fonds van de burgemeester, karton nr. 370: Alban Collignon aan Monsieur Fonck, de
secretaris van de Brusselse burgemeester, 13 april 1933.)
De Nationale Trofee der Sportverdienste, geschonken door  Alban Collignon (vader), werd in 1928 gesticht onder de benaming “Grote Prijs Fernand Jacobs”, naar de voorzitter-stichter van de Koninklijke Aero Club van België. Ze werd in 1933 als “Nationale Trofee der Sportverdienste” gekwalificeerd, met de bedoeling de Belgische Sport jaarlijks een morele aanmoediging te brengen en de sportbeoefenaars die onze kleuren verdedigen, voornamelijk tijdens de internationale manifestaties, een nieuwe stimulans tot wedijver te bezorgen.